# Olympische Sommerspiele 1936/Kanu – Zweier-Kajak 10.000 m (Männer)
Der Wettkampf im Zweier-Kajak über 10.000 Meter bei den Olympischen Sommerspielen 1936 wurde am 7. August auf der Regattastrecke Berlin-Grünau ausgetragen.
Der Wettkampf bestand aus einem Rennen. Vor diesem war es jedoch schwierig einen Favoriten auszumachen, da alle Medaillengewinner der Europameisterschaften 1934 nicht vertreten waren. Während des Rennens konnten sich jedoch bald das deutsche und das österreichische Boot vom restlichen Teilnehmerfeld absetzen. Bei der Hälfte des Rennens versuchten die Österreicher Viktor Kalisch und Karl Steinhuber die Führung zu übernehmen. Diesen Angriff konterten die die beiden Deutschen Paul Wevers und Ludwig Landen und fuhren mit einem Vorsprung von 20 Sekunden auf die Österreicher zum Olympiasieg.

## Ergebnisse
| Rang | Athleten                          | Nation             | Zeit        |
| ---- | --------------------------------- | ------------------ | ----------- |
| 1    | Paul Wevers Ludwig Landen         | Deutsches Reich    | 41:45,0 min |
| 2    | Viktor Kalisch Karl Steinhuber    | Österreich         | 42:05,4 min |
| 3    | Tage Fahlborg Helge Larsson       | Schweden           | 43:06,1 min |
| 4    | Verner Løvgreen Axel Svendsen     | Dänemark           | 44:39,8 min |
| 5    | Henk Starreveld Gerardus Siderius | Niederlande        | 45:12,5 min |
| 6    | Werner Zimmermann Othmar Bach     | Schweiz            | 45:14,6 min |
| 7    | William Gaehler William Lofgren   | Vereinigte Staaten | 45:15,4 min |
| 8    | Zdeněk Černický Jaroslav Humpál   | Tschechoslowakei   | 46:05,4 min |
| 9    | Charles Brahm Clement Spiette     | Belgien            | 47:26,1 min |
| 10   | Gordon Potter Edward Deir         | Kanada             | 47:38,2 min |
| 11   | Marian Kozłowski Antoni Bazaniak  | Polen              | 47:49,8 min |
| 12   | Gábor Cseh Sándor Gelle           | Ungarn             | 48:47,5 min |

## Weblink
- Ergebnisse